# McLaren MP4-23
Chronologie des modèles (2008)
McLaren MP4-22 McLaren MP4-24
La McLaren MP4-23 est la monoplace de Formule 1 engagée par l'écurie Vodafone McLaren Mercedes engagée dans le championnat du monde de Formule 1 2008. Présentée à Stuttgart le 7 janvier 2008, elle effectue son premier roulage le 9 janvier 2008 sur le circuit de Jerez en Espagne. Elle est pilotée par l'Anglais Lewis Hamilton et le Finlandais Heikki Kovalainen. Les pilotes d'essais sont l'Anglais Gary Paffett et l'Espagnol Pedro de la Rosa. C'est le quatorzième modèle de Formule 1 conçu par McLaren et motorisé par Mercedes.

## Historique

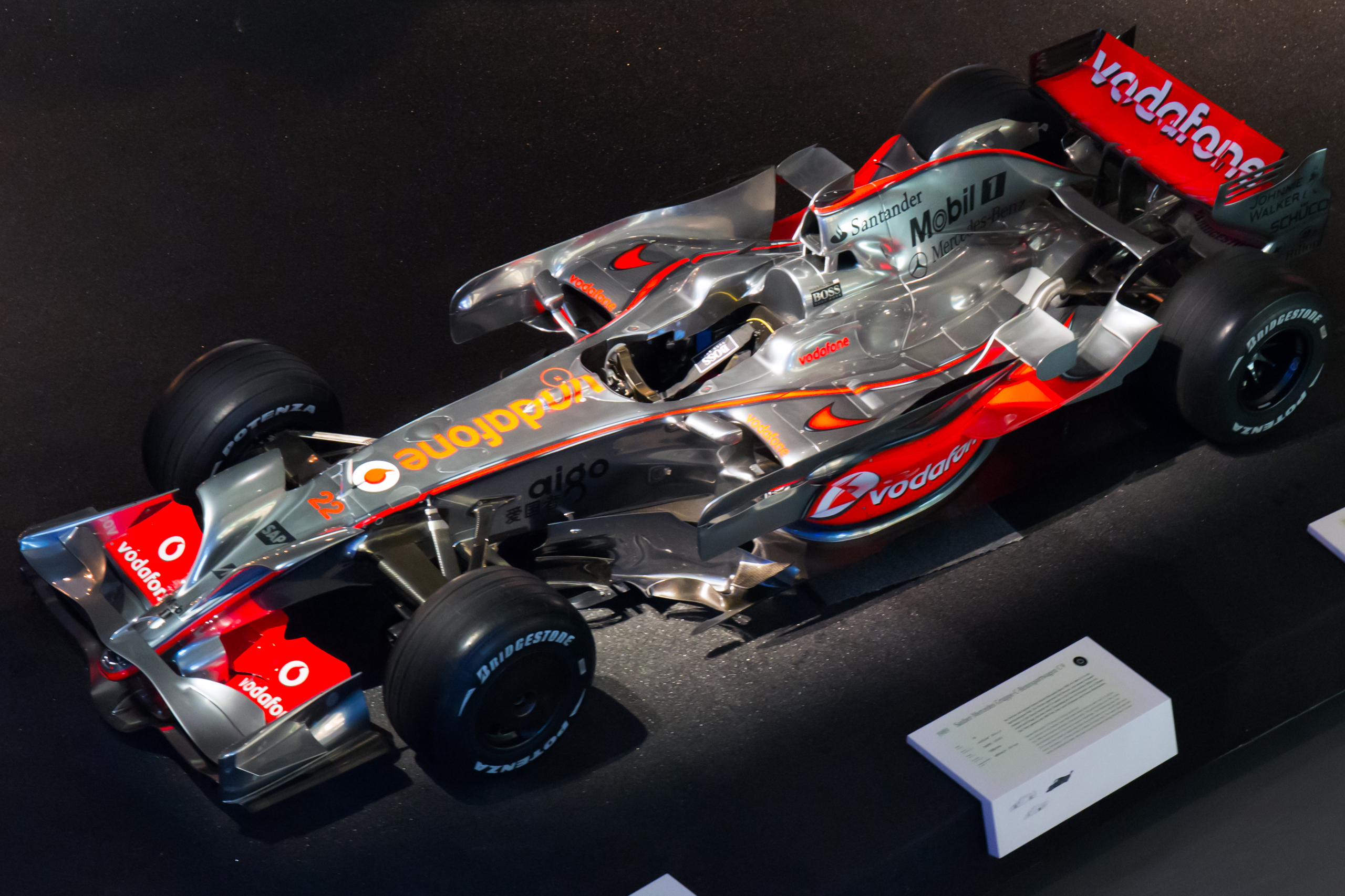
La McLaren MP4-23 exposée au Mercedes-Benz Museum

Le Grand Prix inaugural en Australie se solde par la victoire de Hamilton. Au Grand Prix suivant, son coéquipier Heikki Kovalainen obtient son premier podium avec McLaren grâce à une troisième place. Le Finlandais obtient sa première pole position au Grand Prix de Grande-Bretagne et empoche sa première victoire au Grand Prix de Hongrie.
Au Grand Prix de Belgique, Lewis Hamilton remporte la victoire, mais il écope une pénalité de 25 secondes pour avoir coupé une chicane dans le but de dépasser Kimi Räikkönen et est rétrogradé à la troisième place.
À la fin de la saison, McLaren Racing termine deuxième du championnat des constructeurs avec 151 points, 21 de moins que Ferrari. Lewis Hamilton devient cependant champion du monde avec un point d'avance sur Felipe Massa.
Elle est à ce jour la dernière monoplace de l'écurie McLaren à avoir remporté le championnat pilote, avec Lewis Hamilton à son bord.

## McLaren MP4-23K

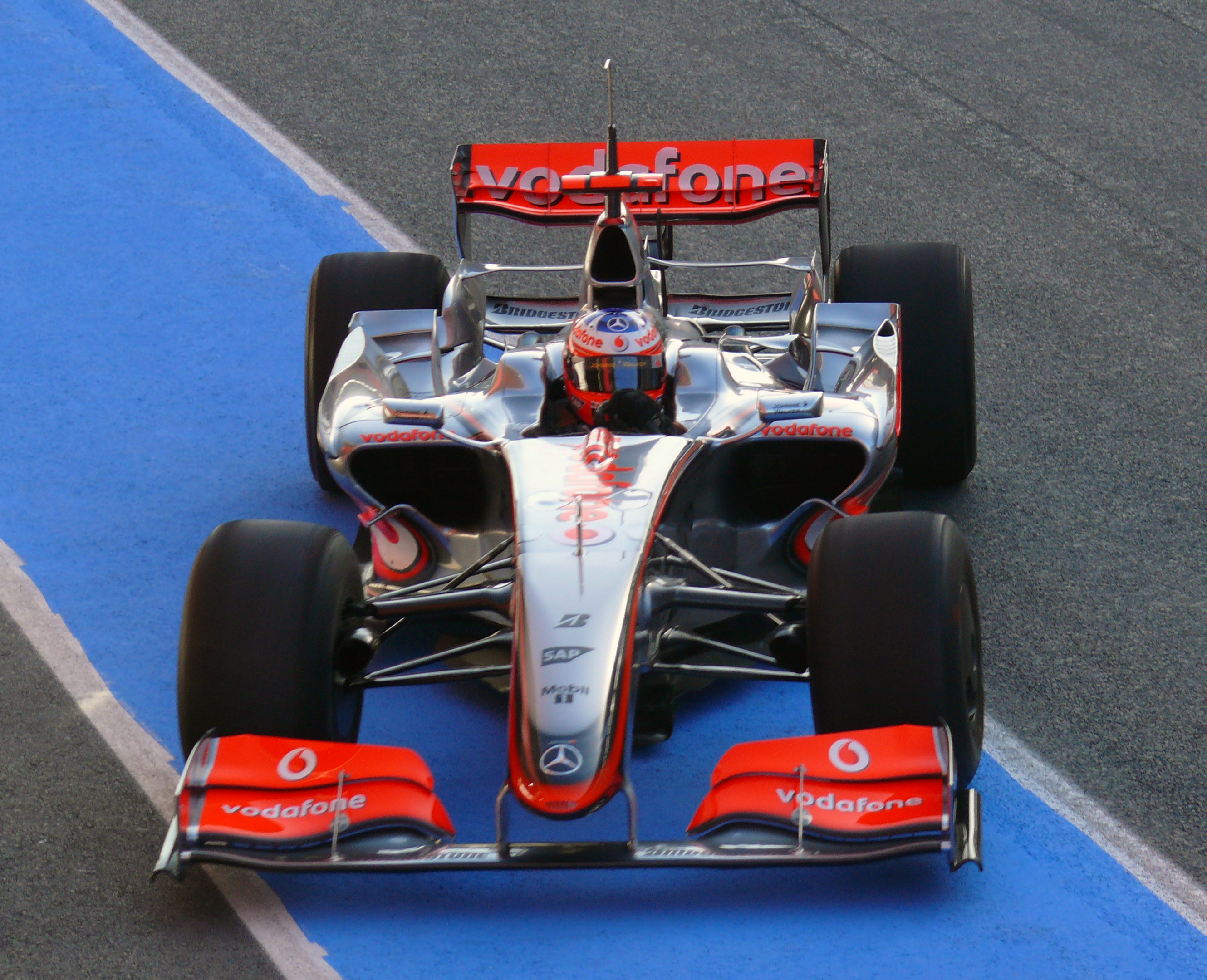
Gary Paffett en test sur la McLaren MP4-23K sur l'Autódromo Internacional do Algarve en novembre 2008

Lors des essais de l'intersaison 2008-2009, McLaren teste une version K de sa MP4-23, comportant notamment un SREC et un aileron avant élargi, modifications qui seront utilisées sur la McLaren MP4-24 de 2009.

## Résultats en championnat du monde de Formule 1
| Saison | Écurie                    | Moteur                   | Pneus       | Pilotes           | Courses | Courses | Courses | Courses | Courses | Courses | Courses | Courses | Courses | Courses | Courses | Courses | Courses | Courses | Courses | Courses | Courses | Courses | Points inscrits | Classement |
| Saison | Écurie                    | Moteur                   | Pneus       | Pilotes           | 1       | 2       | 3       | 4       | 5       | 6       | 7       | 8       | 9       | 10      | 11      | 12      | 13      | 14      | 15      | 16      | 17      | 18      | Points inscrits | Classement |
| ------ | ------------------------- | ------------------------ | ----------- | ----------------- | ------- | ------- | ------- | ------- | ------- | ------- | ------- | ------- | ------- | ------- | ------- | ------- | ------- | ------- | ------- | ------- | ------- | ------- | --------------- | ---------- |
| 2008   | Vodafone McLaren Mercedes | Mercedes-Benz FO 108V V8 | Bridgestone |                   | AUS     | MAL     | BAH     | ESP     | TUR     | MON     | CAN     | FRA     | GBR     | ALL     | HON     | EUR     | BEL     | ITA     | SIN     | JAP     | CHI     | BRÉ     | 151             | 2e         |
| 2008   | Vodafone McLaren Mercedes | Mercedes-Benz FO 108V V8 | Bridgestone | Lewis Hamilton    | 1er     | 5e      | 13e     | 3e      | 2e      | 1er     | Abd     | 10e     | 1er     | 1er     | 5e      | 2e      | 3e      | 7e      | 3e      | 12e     | 1er     | 5e      | 151             | 2e         |
| 2008   | Vodafone McLaren Mercedes | Mercedes-Benz FO 108V V8 | Bridgestone | Heikki Kovalainen | 5e      | 3e      | 5e      | Abd     | 12e     | 8e      | 9e      | 4e      | 5e      | 5e      | 1er     | 4e      | 10e     | 2e      | 10e     | Abd     | Abd     | 7e      | 151             | 2e         |

Légende : ici 